# Tyrone Viiga

a Compétitions nationales et continentales officielles uniquement.

b Matchs officiels uniquement.
Dernière mise à jour le 10 juin 2025.
Tyrone Viiga, né le 9 juin 1992 à Sydney (Australie), est un joueur international cookien de rugby à XIII et rugby à XV, évoluant au poste de troisième ligne centre ou de troisième ligne aile. Il évolue avec l'US Montauban en Pro D2 depuis 2022.

## Carrière

### En club
Tyrone Viiga est formé au rugby à XIII en passant par les équipes jeunes des Cronulla Sharks, disputant notamment la National Youth Competition en 2011-2012,. Il commence ensuite sa carrière professionnelle en 2013 avec les Wentworthville Magpies (réserve des Parramatta Eels) en New South Wales Cup.
En 2014, il décide de quitter le rugby à XIII pour passer au rugby à XV, et il rejoint le club de Penrith qui dispute le Shute Shield (championnat de la région de Sydney). Il ne reste qu'une saison avant de rejoindre Eastern Suburbs dans le même championnat en 2015, puis les Paramatta Two Blues où il joue deux saisons à partir de 2016. Parallèlement, il est retenu dans l'effectif des NSW Country Eagles pour disputer le National Rugby Championship 2015, mais ne dispute pas le moindre match,. Il rejoint en 2016 les Greater Sydney Rams, avec qui il fait une très bonne saison (7 essais marqués en 6 matchs). Ayant fini meilleur marqueur du championnat ex-æquo (avec Jake Gordon), il est considéré comme l'un des meilleurs joueurs du championnat,.
À la suite de ses bonnes performances, il est invité à s’entraîner avec la franchise des Waratahs, disputant le Super Rugby, sans pour autant parvenir à obtenir un contrat par la suite.
En 2017, il rejoint le club français de l'AS Béziers évoluant en Pro D2. En janvier 2018, il prolonge son engagement avec le club biterrois jusqu'en 2020.
En 2020, il s'engage pour deux saisons avec le club de Provence rugby, évoluant dans le même championnat.
Au terme de son contrat avec Provence rugby, il rejoint l'US Montauban, toujours en Pro D2. 

### En équipe nationale
Tyrone Viiga joue avec l'équipe des Îles Cook de rugby à XIII lors d'un test-match contre l'équipe du Liban le 7 octobre 2012.
En septembre 2013, il est sélectionné pour participer à coupe du monde 2013, qui a lieu au Royaume-Uni. Cependant, il se fracture le pied peu avant la compétition et doit finalement déclarer forfait.
Quatre ans après son passage au rugby à XV, il est sélectionné pour la première fois avec l'équipe des Îles Cook de rugby à XV en juin 2018 par le sélectionneur Stan Wright, afin de jouer le match de barrage aller-retour contre Hong Kong les 30 juin et 7 juillet 2018, afin de participer au tournoi de repêchage pour la Coupe du monde 2019. Il obtient donc sa première cape internationale le 30 juin 2018 à contre équipe de Hong Kong à Rarotonga.

## Palmarès

### En club
- Vainqueur du Championnat de France de 2e division en 2025 avec L'US Montauban.

### En équipe nationale
- 2 sélections avec les Îles Cook à XV.
- 0 point.